# Aphis passeriniana
Aphis passeriniana är en insektsart. Aphis passeriniana ingår i släktet Aphis och familjen långrörsbladlöss. Inga underarter finns listade i Catalogue of Life.